# Гетеродонтозавр
Гетеродонтозавр (лат. Heterodontosaurus) — род гетеродонтозавридных динозавров, живших в ранней юре, 200—190 миллионов лет назад. Его единственный известный вид, Heterodontosaurus tucki, был назван в 1962 году на основании черепа, обнаруженного в Южной Африке. Название рода означает «ящерица с разными зубами» из-за её необычного гетеродонтного зубного ряда; конкретное имя дано в честь Г. К. Така, поддержавшего первооткрывателей. С тех пор были найдены другие образцы, в том числе почти полный скелет в 1966 году.
Хотя это был небольшой динозавр, гетеродонтозавр был одним из крупнейших членов своего семейства, достигая от 1,18 м (3 фута 10 дюймов) до, возможно, 1,75 м (5 футов 9 дюймов) в длину и весом от 2 до 10 кг (4,4 м). и 22,0 фунта). Череп был удлиненным, узким и треугольным, если смотреть сбоку. Передняя часть челюстей была покрыта роговым клювом. У него было три типа зубов; в верхней челюсти за маленькими резцевидными зубами следовали длинные клыкообразные бивни. Щель отделяла бивни от долотообразных щечных зубов. Тело было коротким с длинным хвостом. Пятипалые передние конечности были длинными и относительно крепкими, тогда как задние конечности были длинными, тонкими и имели четыре пальца.
Гетеродонтозавр — одноимённый и самый известный член семейства гетеродонтозавриды. Это семейство считается основной (или «примитивной») группой отряда птицетазовых динозавров, в то время как их ближайшее родство внутри группы обсуждается. Несмотря на большие бивни, считается, что гетеродонтозавр был травоядным или, по крайней мере, всеядным . Хотя раньше считалось, что он был четвероногим, теперь считается, что он был двуногим . Смена зубов была спорадической и не непрерывной, в отличие от его родственников. По крайней мере четыре других рода гетеродонтозавридов известны из того же геологического образования, что и гетеродонтозавр .

## История открытия

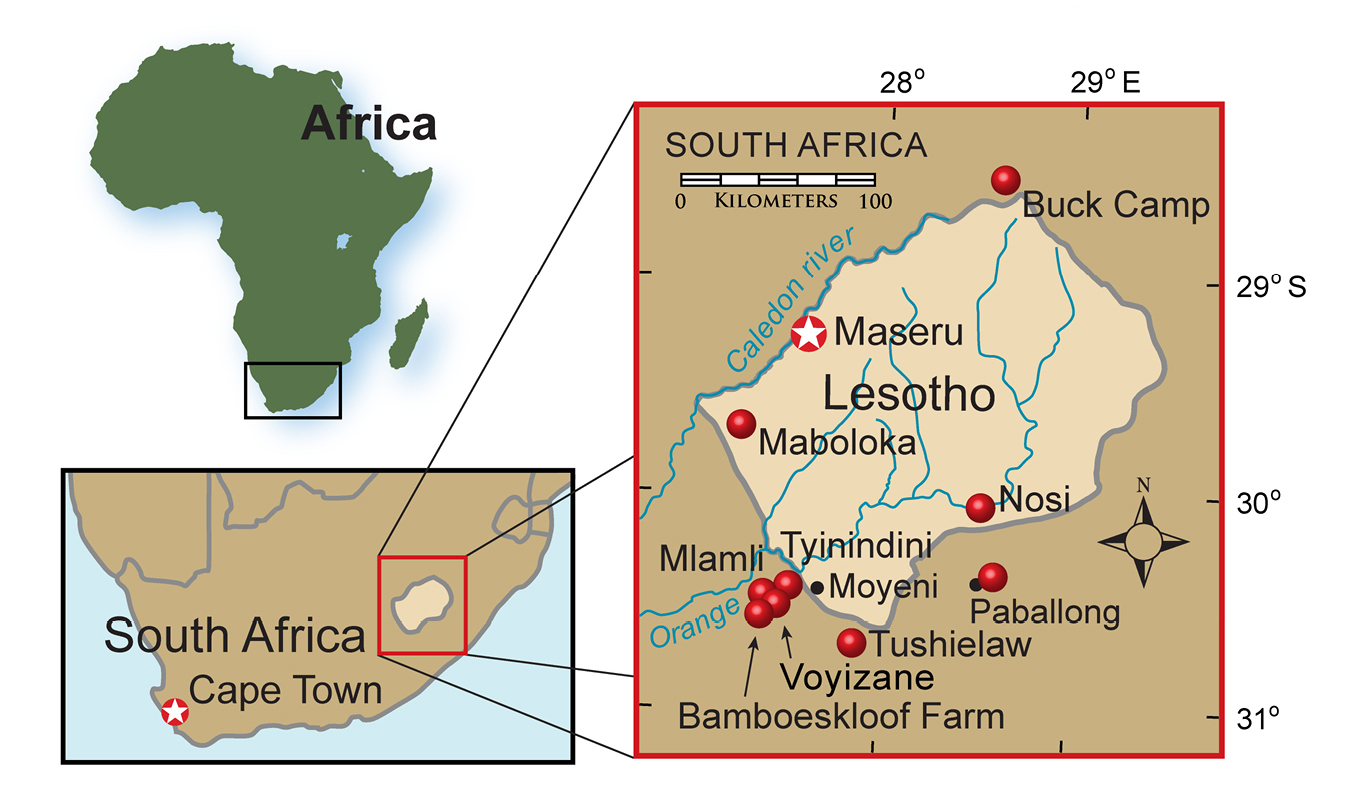
Местонахождения африканских гетеродонтозавров : Тининдини, Войизане и Тушиелоу обозначают находки гетеродонтозавров.

Образец - голотип Heterodontosaurus tucki (SAM-PK-K337) был обнаружен во время британско-южноафриканской экспедиции в Южную Африку и Басутоленд (прежнее название Лесото ) в 1961–1962 годах. Сегодня он находится в Южноафриканском музее Изико. Он был раскопан на горе на высоте около 1890 м (6201 фут), в местности под названием Тининдини, в районе Транскей (иногда называемый Гершель ) в Капской провинции Южной Африки. Образец состоит из раздробленного, но почти цельного черепа; связанные посткраниальные останки, упомянутые в первоначальном описании, не могли быть обнаружены в 2011 году. Животное было научно описано и названо в 1962 году палеонтологами Альфредом Уолтером Кромптоном и Аланом Дж. Чаригом . Название рода относится к зубам разной формы, а конкретное название дано в честь Джорджа К. Така, директора Austin Motor Company, который поддержал экспедицию. К моменту публикации экземпляр не был полностью подготовлен, поэтому были описаны только передние части черепа и нижняя челюсть, и авторы признали, что их описание было предварительным и служило в основном для наименования животного. Это считалось важным открытием, поскольку в то время было известно несколько ранних птицетазовых динозавров. Подготовка образца, т. е. освобождение костей от скелета породы, занимала очень много времени, так как они были покрыты тонким, очень твердым железистым слоем, содержащим гематит . Его можно было удалить только алмазной пилой, которая повредила образец.

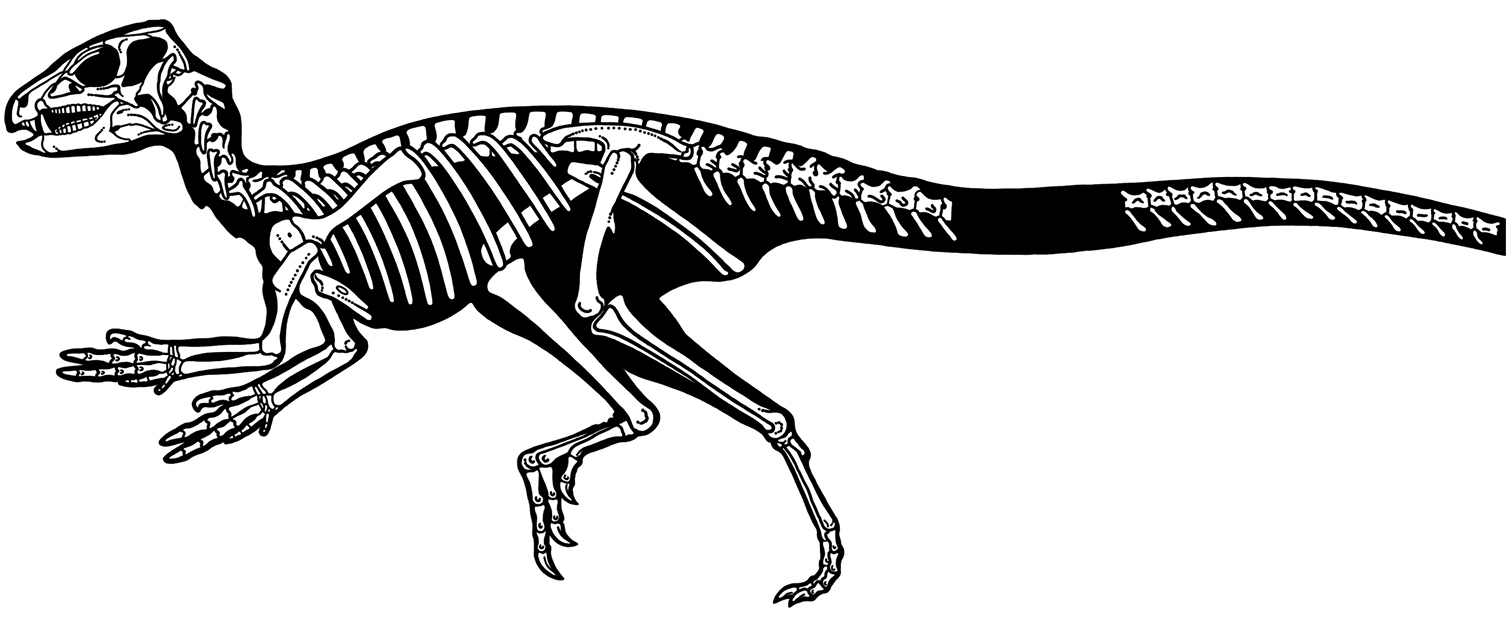
Диаграмма скелета SAM-PK-K1332

В 1966 году второй экземпляр гетеродонтозавра (SAM-PK-K1332) был обнаружен в местности Войизане, в формации Эллиот группы скальных образований Стормберг, на высоте 1770 м (5807 футов) над уровнем моря, на горе Кроммеспруит. Этот экземпляр включал в себя как череп, так и скелет, сохранившиеся в сочленении (т. е. кости в своем естественном положении по отношению друг к другу), с небольшим смещением и искривлением костей. Посткраниальный скелет был кратко описан палеонтологами Альбертом Санта-Лука, Кромптоном и Чаригом в 1976 году. Его кости передних конечностей ранее обсуждались и фигурировали в статье палеонтологов Питера Гальтона и Роберта Т. Баккера .в 1974 году, поскольку образец считался важным для установления того, что Dinosauria была монофилетической природной группой, тогда как большинство ученых того времени, включая ученых, описавших Heterodontosaurus , считали, что два основных отряда ящеротазовые и птицетазовые не имеют прямого отношения.  Скелет был полностью описан в 1980 году. SAM-PK-K1332 является наиболее полным скелетом гетеродонтозаврид, описанным на сегодняшний день.  Хотя более подробное описание черепа гетеродонтозавра было обещано давно, оно так и осталось неопубликованным после смерти Чарига в 1997 году. Только в 2011 году череп был полностью описан палеонтологом Дэвидом Б. Норманом и его коллегами.
Другие экземпляры, относящиеся к гетеродонтозавр, включают переднюю часть ювенильного черепа (SAM-PK-K10487), фрагмент верхней челюсти (SAM-PK-K1326), левую верхнюю челюсть с зубами и прилегающими костями (SAM-PK-K1334), все которые были собраны в местонахождении Войзане во время экспедиций 1966–1967 гг., хотя первый был идентифицирован как принадлежащий к этому роду только в 2008 г. Считалось, что частичная морда (NM QR 1788), найденная в 1975 г. принадлежала массоспондилу до 2011 года, когда он был реклассифицирован как гетеродонтозавр. Палеонтолог Роберт Брум обнаружил частичный череп, возможно, в формации Кларенс в Южной Африке, который был продан Американскому музею естественной истории в 1913 году как часть коллекции, почти полностью состоящей из окаменелостей синапсид. Этот образец (AMNH 24000) был впервые идентифицирован Серено как принадлежащий полувзрослому гетеродонтозавру, который сообщил об этом в монографии 2012 года о Heterodontosauridae, первой всеобъемлющей обзорной статье о семействе.  Этот обзор также классифицировал частичный посткраниальный скелет (SAM-PK-K1328) из Воизана как гетеродонтозавр. Однако в 2014 году Гальтон предположил, что он может принадлежать к родственному роду пегомастаксу, который Серено назвал на основе части черепа из того же места. В 2005 году новый экземпляр гетеродонтозавра (AM 4766) был обнаружен в русле реки недалеко от Грэхемстауна в провинции Восточный Кейп; он был очень целым, но камни вокруг него было слишком трудно полностью удалить. Поэтому образец был отсканирован в Европейском центре синхротронного излучения в 2016 году, чтобы помочь выявить скелет и помочь в исследовании его анатомии и образа жизни, некоторые из которых были опубликованы в 2021 году.
В 1970 году палеонтолог Ричард А. Талборн предположил, что гетеродонтозавр был младшим синонимом рода ликоринус, который был назван в 1924 году вместе с видом Lycorhinus angustidens, также по образцу, обнаруженному в Южной Африке. Он реклассифицировал типовой вид как член более старого рода, как новую комбинацию Lycorhinus tucki , которую он считал другой из-за небольших различий в зубах и стратиграфии.  Он повторил это утверждение в 1974 г. в описании третьего вида Lycorhinus, Lycorhinus consors , после критики синонимии Гальтоном в 1973 г. В 1974 году Чариг и Кромптон согласились, что Heterodontosaurus и Lycorhinus принадлежат к одному и тому же семейству, Heterodontosauridae, но не согласились с тем, что они достаточно похожи, чтобы считаться родственными. Они также указали, что фрагментарность и плохая сохранность экземпляра голотипа Lycorhinus angustidens делает невозможным его полное сравнение с H. tucki.  Несмотря на разногласия, ни одна из сторон не исследовала голотип L. angustidens из первых рук, но после этого палеонтолог Джеймс А. Хопсон также выступил в защиту родового разделения Heterodontosaurus в 1975 г. и переместил L. consorsк собственному роду Abrictosaurus.

## Описание

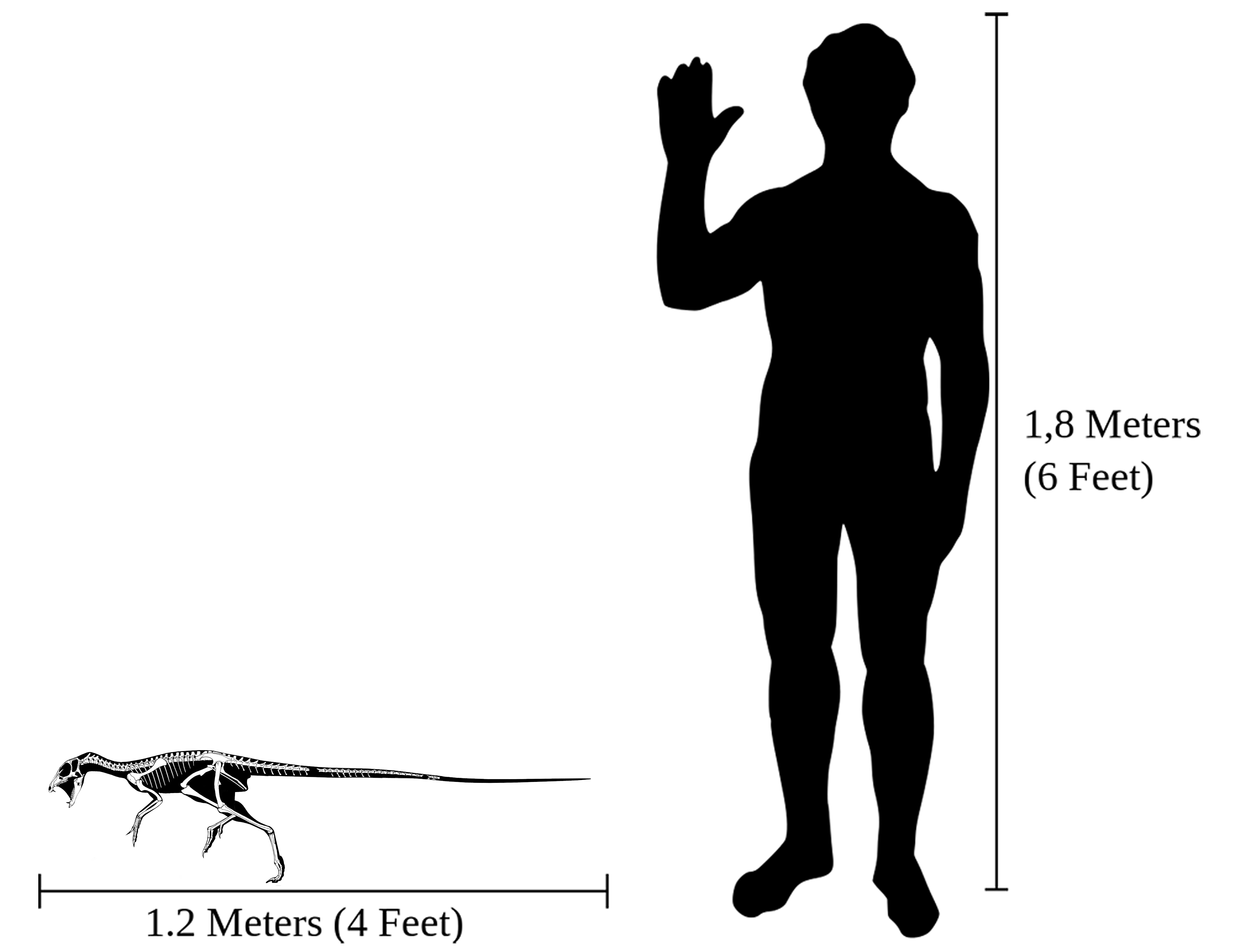
Размер по сравнению с человеком

Гетеродонтозавр был маленьким динозавром. Наиболее полный скелет, SAM-PK-K1332, принадлежал животному длиной около 1,18 м (3 фута 10 дюймов). В отдельных исследованиях его вес оценивался по разным оценкам в 1,8 кг (4,0 фунта), 2,59 кг (5,7 фунта) и 3,4 кг (7,5 фунта).  Закрытие позвоночных швов на скелете указывает на то, что образец был взрослым и, вероятно, полностью выросшим. Второй образец, состоящий из неполного черепа, указывает на то, что гетеродонтозавр мог вырасти значительно больше - до 1,75 м в длину (5 футов 9 дюймов) и с массой тела почти 10 кг (22 фунта). Причина разницы в размерах между двумя экземплярами неясна и может отражать изменчивость внутри одного вида половой диморфизм, или наличие двух отдельных видов. Размер этого динозавра сравнивают с индейкой. Гетеродонтозавр был одним из крупнейших известных представителей семейства гетеродонтозаврид.  В семейство входят одни из самых маленьких известных птицетазовых динозавров — например, североамериканские Fruitadens достигали в длину всего от 65 до 75 см (от 26 до 30 дюймов).
После описания родственного Tianyulong в 2009 году, который сохранился с сотнями длинных нитевидных покровов (иногда сравниваемых с щетиной ) от шеи до хвоста, гетеродонтозавр также был изображен с такими структурами, например, в публикациях палеонтологов Грегори С. Пол и Пол Серено . Серено заявил, что гетеродонтозавр при жизни мог выглядеть как «проворный двуногий дикобраз».  Реставрация, опубликованная Sereno, также показала гипотетическую структуру дисплея, расположенную на морде над носовой ямкой (впадина).

### Череп и зубы

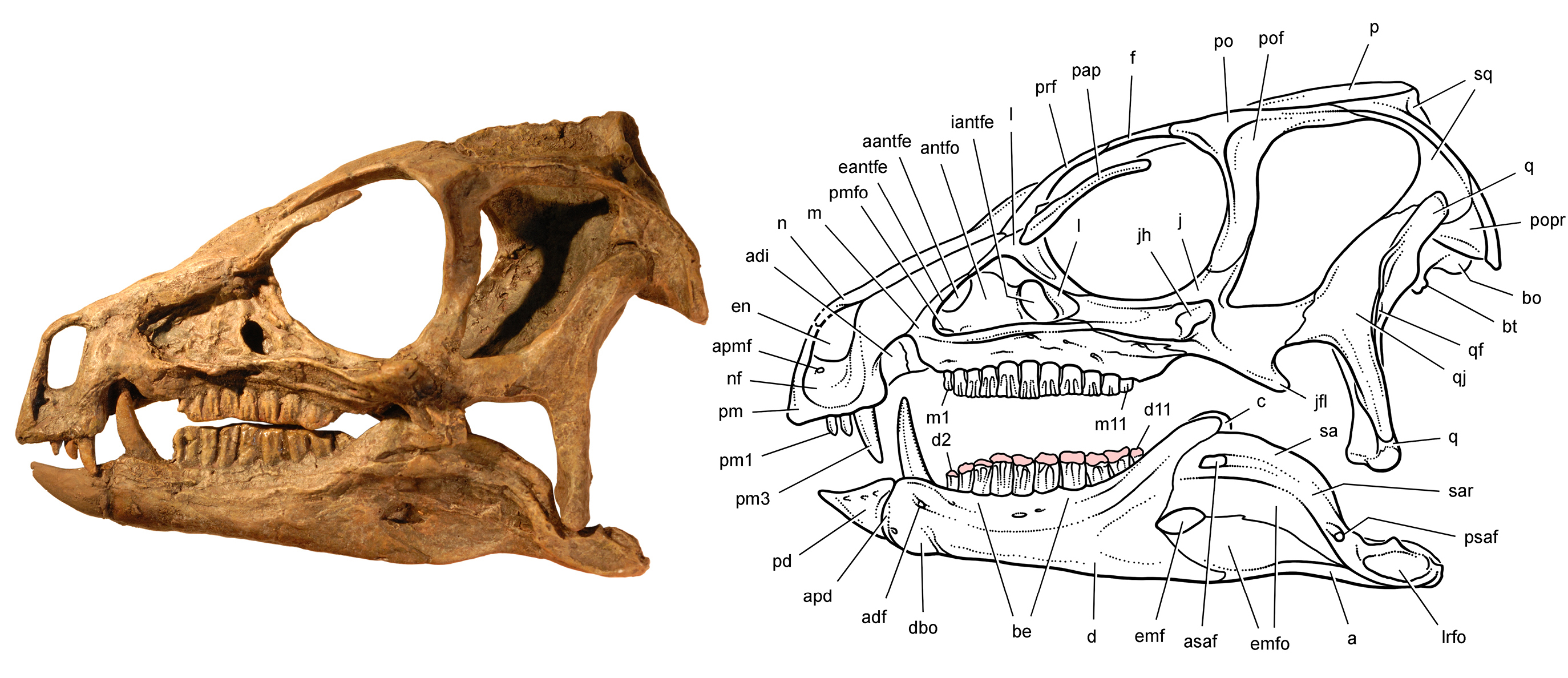
Слепок черепа SAM-PK-K1332 и реконструкция схемы черепа

Череп гетеродонтозавра был небольшим, но крепко сложенным. Два наиболее полных черепа имели длину 108 мм (4 дюйма) (образец голотипа SAM-PK-K337) и 121 мм (5 дюймов) (образец SAM-PK-K1332). Череп был удлиненным, узким и треугольным, если смотреть сбоку, с самой высокой точкой, являющейся сагиттальным гребнем, откуда череп наклонялся к кончику морды. Задняя часть черепа заканчивалась крючковидной формой, смещенной к квадратной кости . Орбита (глазное отверстие) была большой и круглой, а большая шпорообразная кость, пальпебральная, выступала назад в верхнюю часть отверстия. Ниже глазницы скуловая кость породила выступающий вбок выступ или рогообразную структуру. Скуловая кость также образовывала «лезвие», которое вместе с фланцем на крыловидной кости создавало прорезь для направления движения нижней челюсти. С вентральной стороны предглазничная ямка была ограничена выступающим костным гребнем, к которому должна была прикрепляться мясистая щека животного. Также было высказано предположение, что у гетеродонтозавров и других базальных (или «примитивных») орнитисхий были структуры, похожие на губы, как у ящериц (на основании сходства их челюстей), а не кожа, соединяющая верхнюю и нижнюю челюсти (например, щеки). Пропорционально большое нижнее височное окноимел яйцевидную форму, наклонен назад и располагался за глазным отверстием. Эллиптическое верхнее височное окно было видно только при взгляде на верхнюю часть черепа. Левое и правое верхние височные окна были разделены сагиттальным гребнем, который должен был обеспечить боковые поверхности прикрепления мускулатуры челюсти у живого животного.
Нижняя челюсть сужалась к переду, а зубная кость (основная часть нижней челюсти) была прочной. Передняя часть челюстей прикрывалась беззубым ороговевшим клювом (или рамфотекой). Верхний клюв прикрывал переднюю часть предчелюстной кости, а нижний клюв прикрывал предзубную кость, которая у птицетазовых является, соответственно, передними костями верхней и нижней челюсти. Об этом свидетельствуют шероховатые поверхности этих конструкций. Небо было узким и сужалось кпереди. Наружные ноздри были маленькими, и верхняя граница этого отверстия, по-видимому, не была полностью перекрыта костью. Если не из-за разрыва, разрыв мог быть образован соединительной тканью .вместо кости. Анторбитальная ямка, большое углубление между глазами и ноздрями, содержала два меньших отверстия. Углубление над мордой было названо «носовой ямкой» или «бороздой». Подобная ямка также видна у Tianyulong, Agilisaurus и Eoraptor, но её функция неизвестна.
Необычной особенностью черепа были зубы разной формы (гетеродонтия), в честь которых и назван род, известный в основном по млекопитающим. У большинства динозавров (да и у большинства рептилий) в челюстях один тип зубов, а у гетеродонтозавра их три. Клювовидный кончик рыла был беззубым, тогда как задняя часть предчелюстной кости верхней челюсти имела по три зуба с каждой стороны. Первые два верхних зуба были маленькими и имели конусообразную форму (сопоставимую с резцами), в то время как третьи с каждой стороны были значительно увеличены, образуя выступающие, похожие на клыки «клыки». Эти первые зубы, вероятно, были частично закрыты верхним клювом. Первые два зуба на нижней челюсти также образовывали «клыки», но были намного больше, чем их эквиваленты на верхней челюсти.
«Клыки» имели тонкие зазубрины по заднему краю, но только нижние были зазубренными спереди. Одиннадцать высоких и долотообразных щечных зубов выстилали каждую сторону задних отделов верхней челюсти, которые были отделены от «клыков» большой диастемой (щелью). Щечные зубы постепенно увеличивались в размерах, причем средние зубы были самыми большими, и после этого уменьшались в размерах. Эти зубы имели толстый слой эмали с внутренней стороны и были приспособлены к износу (гипсодонтия), и у них были длинные корни, прочно вросшие в их розетки. Бивни нижней челюсти входят в углубление в диастеме верхней челюсти. Щечные зубы на нижней челюсти в целом соответствовали зубам на верхней челюсти, хотя поверхность эмали у них была на внешней стороне. Верхние и нижние ряды зубов были вставлены, что создавало «выемку для щек», которую также можно увидеть у других птицетазовых.

### Посткраниальный скелет

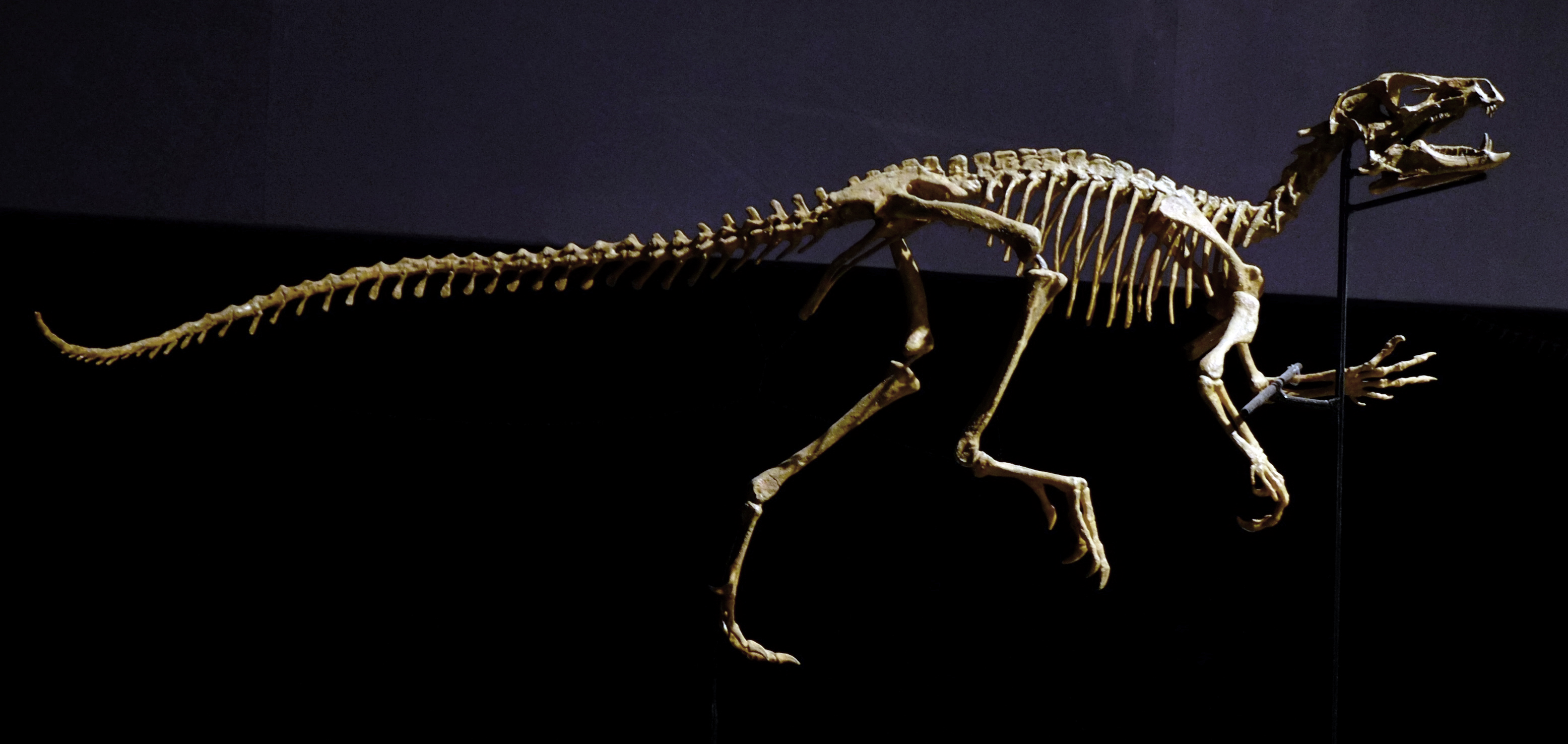
Реконструированный скелет в Японии

Шея состояла из девяти шейных позвонков, которые образовывали бы S-образную кривую, на что указывает форма тел позвонков на виде сбоку скелета. Тела передних шейных позвонков имеют форму параллелограмма, средних - прямоугольную, а задних - трапециевидную. Туловище было коротким, состоящим из 12 спинных и 6 сросшихся крестцовых позвонков.  Хвост был длинным по сравнению с телом; хотя и не полностью известно, он, вероятно, состоял из 34–37 хвостовых позвонков. Спинной отдел позвоночника укреплен окостеневшими сухожилиями, начиная с четвёртого грудного позвонка. Эта особенность присутствует у многих других птицетазовых динозавров и, вероятно, противодействует стрессу, вызванному изгибающими силами, действующими на позвоночник во время двуногого передвижения. В отличие от многих других птицетазовых, хвост Heterodontosaurus не имел окостеневших сухожилий и поэтому, вероятно, был гибким.
Лопатка была покрыта дополнительным элементом, надлопаточной мышцей, которая среди динозавров известна только у парксозавра . В области грудной клетки гетеродонтозавр обладал хорошо развитой парой грудных пластин , которые напоминали таковые у тероподов, но отличались от гораздо более простых грудных пластин других птицетазовых. Грудинные пластины были соединены с грудной клеткой элементами, известными как грудинные ребра. В отличие от других птицетазовых это соединение было подвижным, что позволяло телу расширяться во время дыхания. Гетеродонтозавр - единственный известный орнитисхий, обладавший гастралией (костные элементы в коже между грудинными пластинами и лобком таза). Гастралии были расположены в два продольных ряда, каждый из которых содержал около девяти элементов. Таз был длинным и узким, с лобком, который напоминал те, которыми обладали более продвинутые птицетазовые.

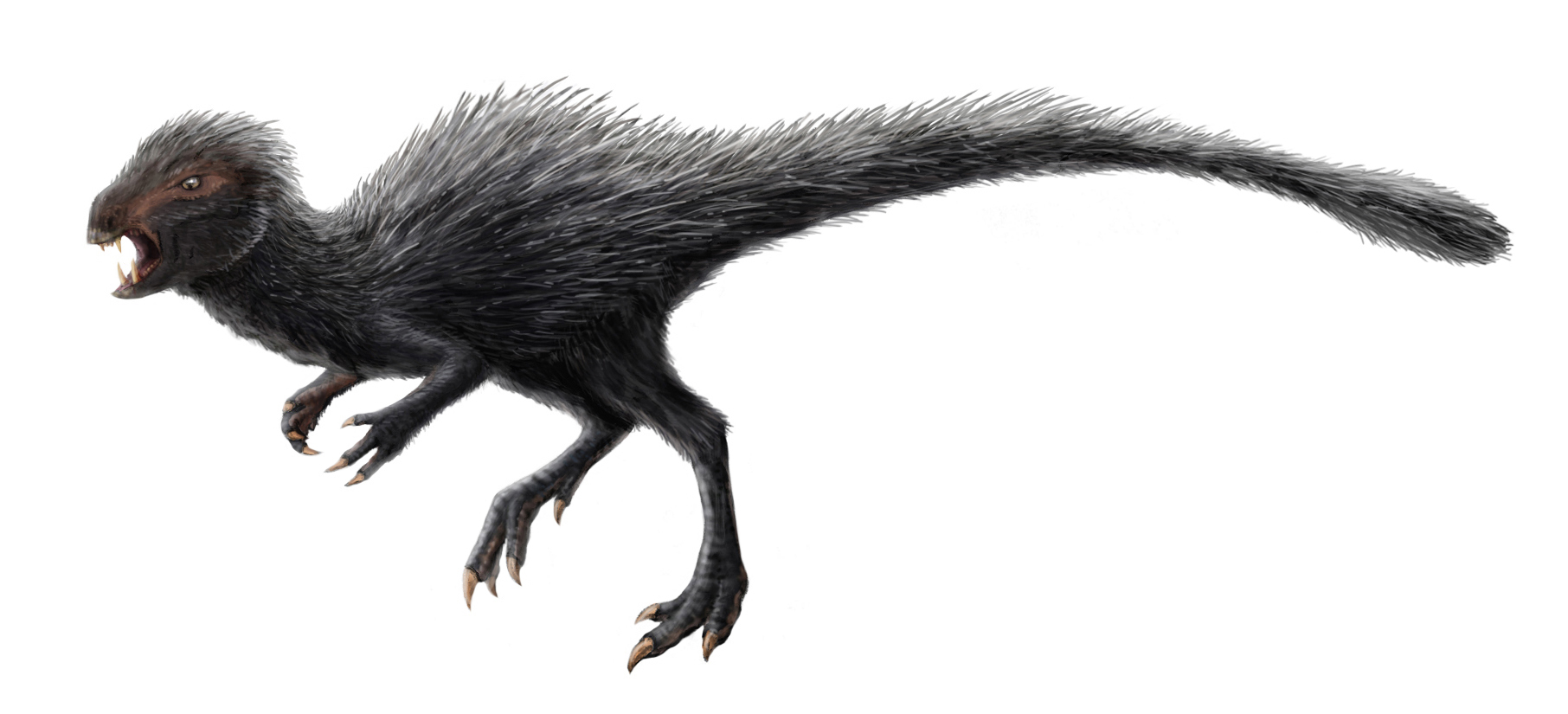
Реставрация с покровами на основе родственного рода Tianyulong

Передние конечности были крепкого телосложения и пропорционально длинные, составлявшие 70% длины задних конечностей. Радиус предплечья составляет 70% длины плечевой кости (кости предплечья).  Рука была большой, приближаясь к плечевой кости в длину, и обладала пятью пальцами, приспособленными для хватания.  Второй палец был самым длинным, за ним следовали третий и указательный пальцы ( большой ). Первые три пальца заканчивались большими и сильными когтями. Четвёртый и пятый пальцы были сильно редуцированы и, возможно, рудиментарны. Фаланговая формула, в котором указывается количество костей пальцев в каждом пальце, начиная с первого, было 2-3-4-3-2.
Задние конечности были длинными, тонкими и заканчивались четырьмя пальцами, первый из которых ( большой палец ) не касался земли. Уникально для птицетазовых несколько костей голени и стопы слились: большеберцовая и малоберцовая кости срослись с верхними костями предплюсны ( таранной и пяточной ), образуя большеберцовую кость, а нижние кости предплюсны срослись с плюсневыми костями, образовав предплюсну.  Это созвездие также можно найти у современных птиц, у которых оно развилось независимо. Большеберцовая кость была примерно на 30% длиннее бедренной кости.  Ногтевые кости пальцев ног были похожи на когти, а не на копыта, как у более продвинутых птицетазовых.

## Классификация

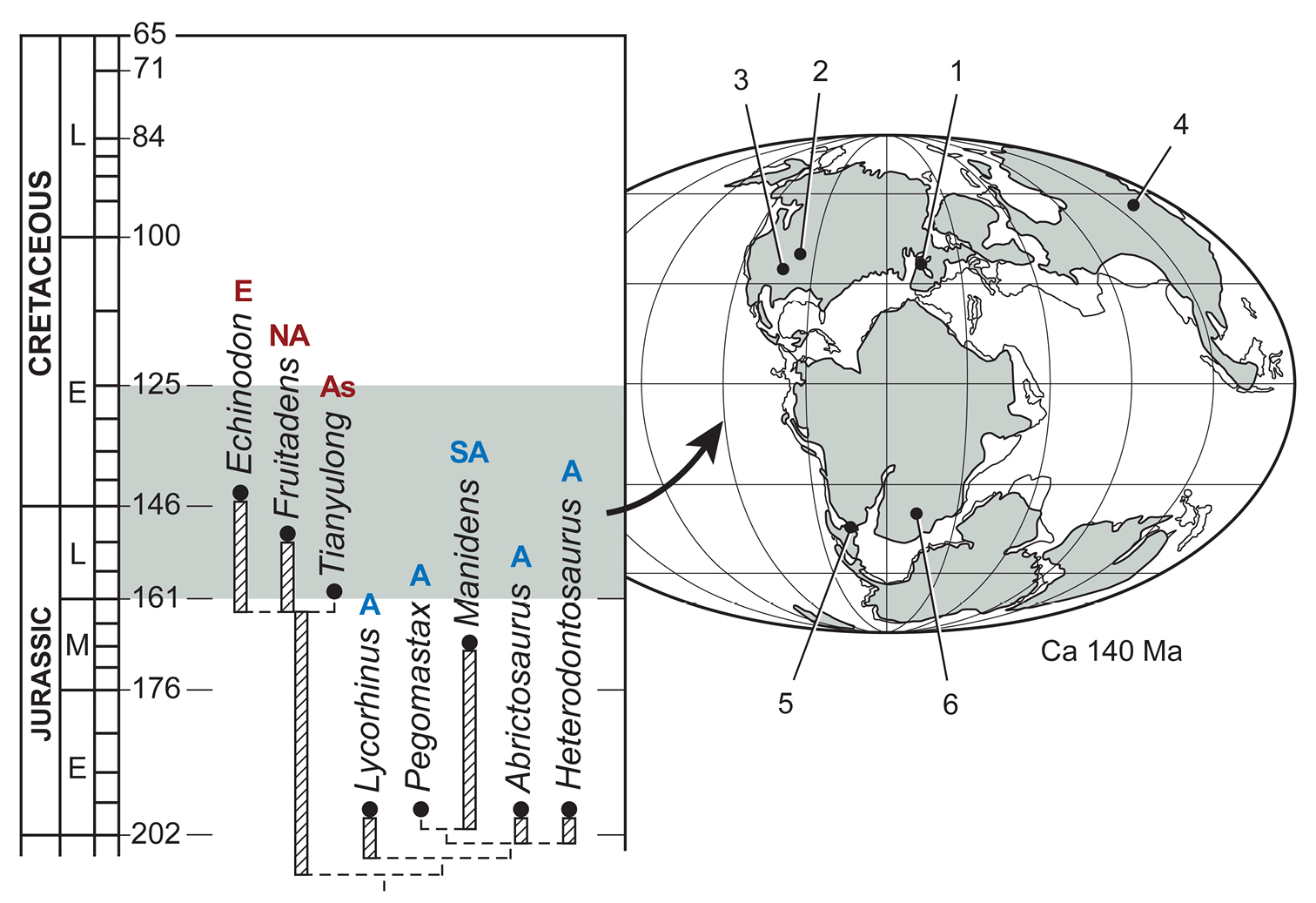
Биогеографическое распространение гетеродонтозавридов во времени

Когда он был описан в 1962 году, Heterodontosaurus был классифицирован как примитивный представитель Ornithischia, одного из двух основных отрядов Dinosauria (другой — Saurischia). Авторы нашли его наиболее похожим на малоизвестные роды Geranosaurus и Lycorhinus, второй из которых до этого считался стволовым млекопитающим- терапсидом из-за его зубов. Они отметили некоторое сходство с орнитоподами и условно поместили новый род в эту группу. Палеонтологи Альфред Ромер и Оскар Кун независимо друг от друга назвали семейство Heterodontosauridae в 1966 году как семейство птицетазовых динозавров, включая Гетеродонтозавров и ликоринусов.  Вместо этого Талборн считал этих животных гипсилофодонтидами, а не отдельным семейством.  Баккер и Гальтон признали гетеродонтозавра важным для эволюции ящеротазовых динозавров, поскольку его рисунок руки был общим с примитивными ящеротазовыми и, следовательно, был примитивным или базальным для обеих групп. Это оспаривалось некоторыми учеными, которые полагали, что две группы вместо этого развились независимо от «текодонтного» предка архозавра, и что их сходство было обусловлено конвергентной эволюцией. Некоторые авторы также предположили родство, такое как потомок/предок, между гетеродонтозавридами и фаброзавридами, оба из которых были примитивными птицетазовыми, а также с примитивными цератопсами , такими как пситтакозавр, хотя природа этих отношений обсуждалась.

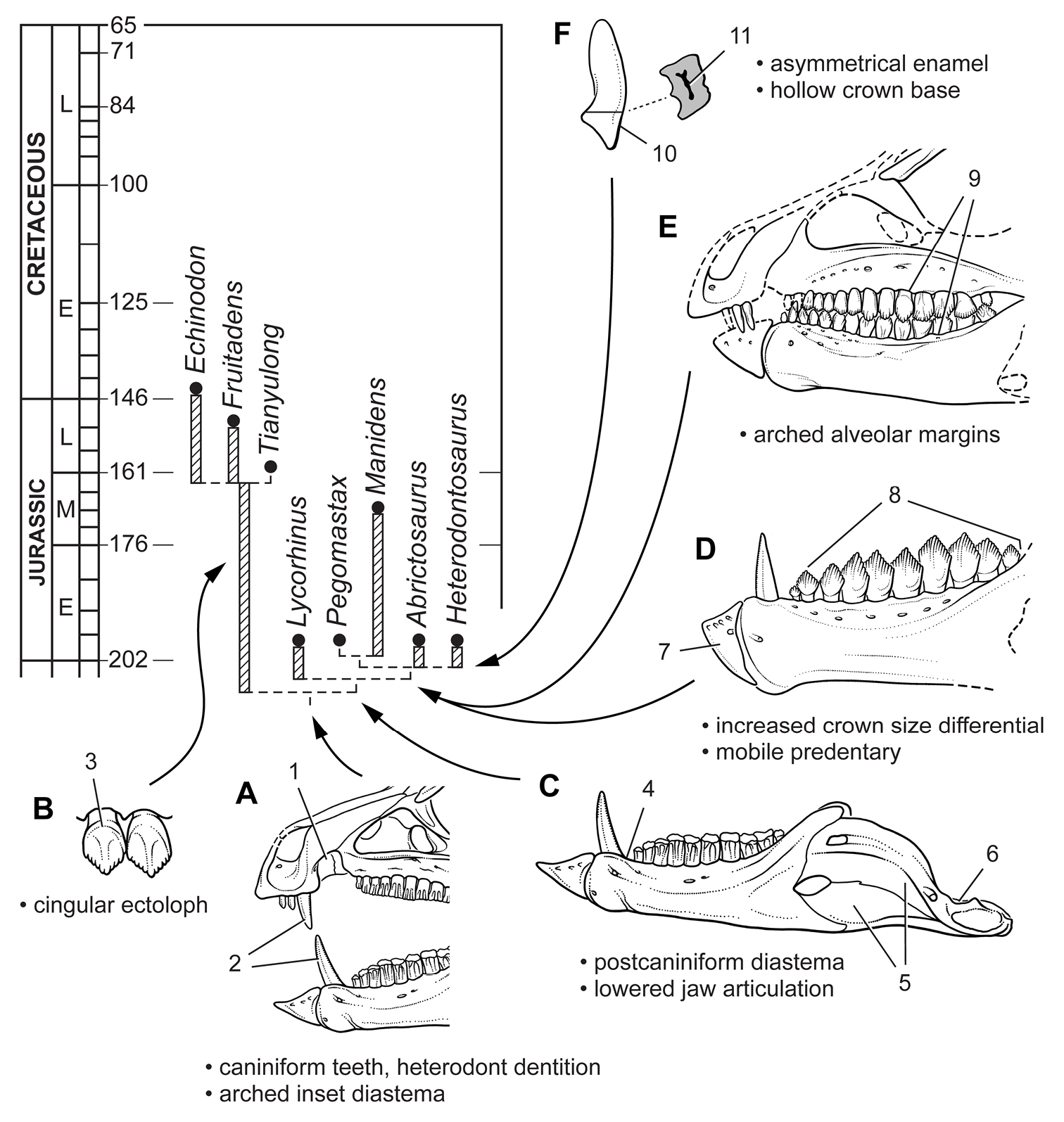
Эволюция ключевых жевательных специализаций у гетрозавридов по данным Серено, 2012

К 1980-м годам большинство исследователей рассматривали гетеродонтозавридов как отдельное семейство примитивных птицетазовых динозавров, но с неопределенным положением по отношению к другим группам внутри отряда. К началу XXI века преобладали теории о том, что это семейство было сестринской группой либо Marginocephalia (в которую входят пахицефалозавриды и цератопсы), либо Cerapoda (предыдущая группа плюс орнитоподы), либо как одна из самых основных радиаций птицетазовых. , до раскола геназаврии (в которую входят производные орнитисхианы).  Гетеродонтозавриды были определены как клада Серено в 1998 и 2005 годах, и группа имеет общие черты черепа, такие как три или меньше зубов в каждой межчелюстной кости, клыкообразные зубы, за которыми следует диастема, и скуловой рог под глазом.  В 2006 году палеонтолог Сюй Син и его коллеги назвали кладу Heterodontosauriformes , которая включала Heterodontosauridae и Marginocephalia, поскольку некоторые особенности, ранее известные только у гетеродонтозавров, также наблюдались у базальных цератопсов рода Yinlong.
Многие роды были отнесены к Heterodontosauridae с тех пор, как было создано семейство, но Heterodontosaurus остается наиболее известным родом и служит основным ориентиром для этой группы в палеонтологической литературе. Приведенная ниже кладограмма показывает взаимосвязь внутри Heterodontosauridae и соответствует анализу Sereno, 2012: 

|  | Echinodon  |
|  |            |
|  | Fruitadens |
|  |            |
|  | Tianyulong |
|  |            |

|  | Pegomastax |
|  |            |
|  | Manidens   |
|  |            |

|  | Abrictosaurus     |
|  |                   |
|  | Heterodontosaurus |
|  |                   |

|  | Pegomastax |
|  |            |
|  | Manidens   |
|  |            |

|  | Abrictosaurus     |
|  |                   |
|  | Heterodontosaurus |
|  |                   |

|  | Pegomastax |
|  |            |
|  | Manidens   |
|  |            |

|  | Abrictosaurus     |
|  |                   |
|  | Heterodontosaurus |
|  |                   |

|  | Pegomastax |
|  |            |
|  | Manidens   |
|  |            |

|  | Abrictosaurus     |
|  |                   |
|  | Heterodontosaurus |
|  |                   |

|  | Echinodon  |
|  |            |
|  | Fruitadens |
|  |            |
|  | Tianyulong |
|  |            |

|  | Pegomastax |
|  |            |
|  | Manidens   |
|  |            |

|  | Abrictosaurus     |
|  |                   |
|  | Heterodontosaurus |
|  |                   |

|  | Pegomastax |
|  |            |
|  | Manidens   |
|  |            |

|  | Abrictosaurus     |
|  |                   |
|  | Heterodontosaurus |
|  |                   |

|  | Pegomastax |
|  |            |
|  | Manidens   |
|  |            |

|  | Abrictosaurus     |
|  |                   |
|  | Heterodontosaurus |
|  |                   |

|  | Pegomastax |
|  |            |
|  | Manidens   |
|  |            |

|  | Abrictosaurus     |
|  |                   |
|  | Heterodontosaurus |
|  |                   |

Гетеродонтозавриды существовали с позднего триаса до раннего мелового периода и существовали не менее 100 миллионов лет. Они известны из Африки, Евразии и Америки, но большинство из них было найдено в южной части Африки. Гетеродонтозавриды, по-видимому, разделились на две основные линии к ранней юре: один с зубами с низкой коронкой и один с зубами с высокой коронкой (включая Heterodontosaurus ). Члены этих групп разделены биогеографически : группа с низкой короной была обнаружена в районах, которые когда-то были частью Лавразии (северная часть суши), а группа с высокой короной - из областей, которые были частью Гондваны (южная часть суши). В 2012 году Серено пометил членов последнего, сгруппировав их в отдельное подсемейство Heterodontosaurinae. Гетеродонтозавр, по-видимому, является наиболее производным гетеродонтозавром из-за деталей в его зубах, таких как очень тонкая эмаль, расположенных асимметрично. Уникальные особенности зубов и челюстей гетеродонтозавров, по-видимому, являются специализацией для эффективной обработки растительного материала, а их уровень сложности сравним с уровнем более поздних птицетазовых.
В 2017 году палеонтолог Мэтью Г. Барон и его коллеги использовали сходство между скелетами гетеродонтозавра и раннего теропода Eoraptor, чтобы предположить, что птицетазовых следует объединить с тероподами в группу под названием Ornithoscelida. Традиционно тероподы объединялись с зауроподоморфами в группу Saurischia.  В 2020 году палеонтолог Поль-Эмиль Дьедонне и его коллеги предположили, что представители Heterodontosauridae были базальными маргиноцефалами, не образующими свою собственную естественную группу, а вместо этого постепенно приводили к пахицефалозаврии и, следовательно, были базальными членами этой группы. Эта гипотеза уменьшит родословную призраков пахицефалозавров и отодвигают происхождение орнитоподов назад к ранней юре. Подсемейство Heterodontosaurinae считалось действительной кладой внутри Pachycephalosauria, содержащей Heterodontosaurus, Abrictosaurus и Lycorhinus.

## Палеобиология

### Диета и функция бивня
Гетеродонтозавр обычно считается травоядным динозавром.  В 1974 году Талборн предположил, что бивни динозавра не играют важной роли в питании; скорее, они использовались бы в бою с сородичами, для демонстрации, в качестве визуальной угрозы или для активной защиты. Сходные функции наблюдаются у увеличенных бивней современных мунтжаков и шевротенов, но изогнутые бивни бородавочников (используемые для рытья) отличаются.
Несколько недавних исследований показали возможность того, что динозавр был всеяден и использовал свои бивни для убийства добычи во время случайной охоты.  В 2000 году Пол Барретт предположил, что форма предчелюстных зубов и тонкая зазубренность бивней напоминают плотоядных животных, намекая на факультативное хищничество. Напротив, у мунтжака на бивнях нет зазубрин. В 2008 году Батлер и его коллеги утверждали, что увеличенные бивни сформировались на ранних этапах развития особи и, следовательно, не могут представлять собой половой диморфизм. Таким образом, бой с сородичами - маловероятная функция, поскольку увеличенные бивни можно было бы ожидать только у самцов, если бы они были инструментом для боя. Вместо этого более вероятны функции питания или защиты. Также было высказано предположение, что гетеродонтозавр мог использовать свои скуловые выступы для нанесения ударов во время боя, и что глазная кость могла защищать глаза от таких атак. В 2011 году Норман и его коллеги обратили внимание на руки и кисти, которые относительно длинные и снабжены большими загнутыми когтями. Эти особенности в сочетании с длинными задними конечностями, которые позволяли быстро бегать, делали животное способным хватать мелкую добычу. Будучи всеядным, гетеродонтозавр имел значительное преимущество при отборе в засушливый сезон, когда растительности было мало.

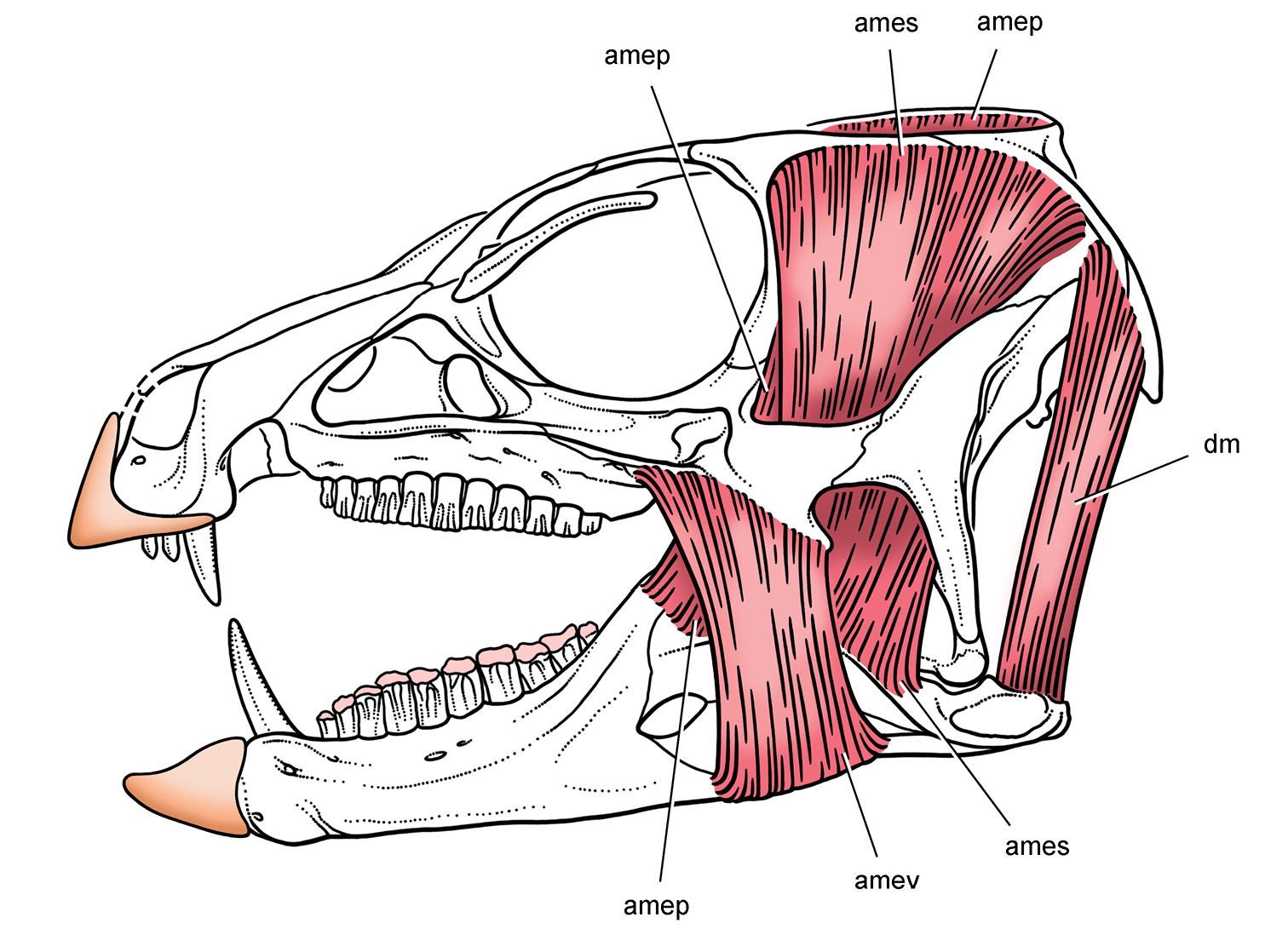
Реконструкция челюстной мускулатуры и кератиновое покрытие клюва

В 2012 году Серено указал на несколько особенностей черепа и зубов, которые предполагают чисто или, по крайней мере, преимущественно травоядную диету. К ним относятся роговой клюв и специальные щечные зубы (подходящие для срезания растительности), а также мясистые щеки, которые помогали бы удерживать пищу во рту во время жевания . Мышцы челюсти увеличены, челюстной сустав расположен ниже уровня зубов. Такое глубокое положение челюстного сустава позволило бы равномерно распределить прикус вдоль зубного ряда, в отличие от ножницеобразного прикуса, наблюдаемого у плотоядных динозавров. Наконец, размер и положение бивней у отдельных представителей Heterodontosauridae сильно различаются; Таким образом, специфическая функция питания кажется маловероятной. Серено предположил, что гетеродонтозавриды были сопоставимы с сегодняшними peccaries , которые обладают похожими бивнями и питаются разнообразным растительным материалом, таким как корни, клубни, фрукты, семена и трава.  Батлер и его коллеги предположили, что пищеварительный аппарат гетеродонтозавра был приспособлен для обработки жесткого растительного материала, и что поздно выжившие члены семейства ( Fruitadens, Tianyulong и Echinodon ), вероятно, демонстрировали более общий рацион, включающий как растения, так и беспозвоночных . Гетеродонтозавр характеризовался сильным укусом при малых углах зева, но более поздние представители были приспособлены к более быстрому укусу и более широким зевам. Исследование механики челюстей птицетазовых, проведенное в 2016 году, показало, что относительная сила укуса гетеродонтозавра была сопоставима с силой укуса более производного сцелидозавра. Исследование показало, что бивни могли играть роль в кормлении, пасясь нижней частью клюва во время сбора растительности.

### Замена и восстановление зубов
Много споров вызвал вопрос о том, демонстрировал ли гетеродонтозавр непрерывную замену зубов, типичную для других динозавров и рептилий, и в какой степени. В 1974 и 1978 годах Талборн обнаружил, что черепа, известные в то время, не имели никаких признаков непрерывной замены зубов: щечные зубы известных черепов изношены равномерно, что указывает на то, что они образовались одновременно. Только что прорезавшиеся зубы отсутствуют. Дальнейшее свидетельство было получено из фасеток износа зубов, которые образовались в результате контакта зубов между зубами нижнего и верхнего зубного ряда. Фаски износа сливались друг с другом, образуя сплошную поверхность по всему зубному ряду. Эта поверхность указывает на то, что переработка пищи осуществлялась за счет движений челюстей вперед и назад, а не за счет простых вертикальных движений, как это было у родственных динозавров, таких как фаброзавр . Движения вперед и назад возможны только в том случае, если зубы изношены равномерно, что опять же усиливает случай отсутствия непрерывной замены зуба. В то же время Талборн подчеркнул, что регулярная замена зубов необходима этим животным, поскольку предполагаемая диета, состоящая из жесткого растительного материала, привела бы к быстрому истиранию зубов. Эти наблюдения привели Талборна к выводу, что гетеродонтозавр, должно быть, регулярно заменял весь свой набор зубов одновременно. Такая полная замена могла быть возможна только в периоды лета , когда животное не питалось. Летний отдых также соответствует предполагаемой среде обитания животных, которая была бы похожа на пустыню, включая жаркие засушливые сезоны, когда пищи было мало.
Всесторонний анализ, проведенный Хопсоном в 1980 году, поставил под сомнение идеи Талборна. Хопсон показал, что узоры фасеток износа на зубах на самом деле указывают на вертикальные и боковые, а не вперед-назад движения челюсти. Кроме того, Hopson продемонстрировал вариабельность степени износа зубов, что указывает на постоянную замену зубов. Он признал, что рентгеновские снимки наиболее полного образца показали, что у этого человека действительно не было непрорезавшихся сменных зубов. По словам Хопсона, это указывало на то, что только молодые особи постоянно заменяли свои зубы и что этот процесс прекращался по достижении совершеннолетия. Гипотеза Талборна была отвергнута Хопсоном из-за отсутствия доказательств.
В 2006 году Батлер и его коллеги провели компьютерную томографию ювенильного черепа SAM-PK-K10487. К удивлению этих исследователей, замещающие зубы, которые ещё не прорезались, присутствовали даже на этой ранней стадии онтогенеза. Несмотря на эти результаты, авторы утверждали, что замена зубов должна была произойти, поскольку у молодых особей была такая же морфология зубов, что и у взрослых особей - эта морфология изменилась бы, если бы зуб просто непрерывно рос. В заключение Батлер и его коллеги предположили, что замена зубов у гетеродонтозавра должна была быть более спорадической, чем у родственных динозавров.  Непрорезавшиеся замещающие зубы у гетеродонтозавра .не были обнаружены до 2011 года, когда Норман и его коллеги описали верхнюю челюсть образца SAM-PK-K1334. В другом ювенильном черепе (AMNH 24000), описанном Серено в 2012 году, также были непрорезавшиеся замещающие зубы. Как показали эти открытия, замена зубов у гетеродонтозавров была эпизодической, а не непрерывной, как у других гетеродонтозавридов. Непрорезавшиеся зубы имеют треугольную форму при взгляде сбоку, что является типичной морфологией зубов у базальных птицетазовых. Таким образом, характерная долотообразная форма полностью прорезавшихся зубов возникла в результате контакта зубов друг с другом между зубными рядами верхней и нижней челюстей.

### Передвижение, обмен веществ и дыхание
Хотя большинство исследователей в настоящее время считают гетеродонтозавра двуногим бегуном,  некоторые более ранние исследования предполагали частичное или полное передвижение на четвероногих . В 1980 году Санта Лука описал несколько особенностей передних конечностей, которые также присутствуют у современных четвероногих животных и подразумевают сильную мускулатуру руки: предплечье. Медиальный надмышцелок плечевой кости был увеличен, обеспечивая места прикрепления сильных мышц-сгибателей предплечья. Кроме того, отросток на когтях, возможно, увеличивал выталкивание руки вперед во время ходьбы. По словам Санта-Луки, гетеродонтозавр был четвероногим, когда двигался медленно, но мог переключаться на гораздо более быстрый двуногий бег.  Палеонтологи Тереза Марьянска и Гальска Осмольска поддержали гипотезу Санта Луки в 1985 году; кроме того, они отметили, что у наиболее полностью известного экземпляра спинной хребет сильно изогнут вниз.  В 1987 году Грегори С. Пол предположил, что гетеродонтозавр мог быть обязательно четвероногим, и что эти животные галопировали для быстрого передвижения. Дэвид Вейшампель и Лоуренс Уитмер в 1990 году, а также Норман и его коллеги в 2004 году выступали за исключительно двуногое передвижение, основанное на морфологии когтей и плечевого пояса.  Анатомические данные, предложенные Санта-Лукой, были идентифицированы как приспособления для поиска пищи; крепкие и сильные руки могли использоваться для выкапывания корней и вскрытия гнезд насекомых.
В большинстве исследований динозавры рассматриваются как эндотермические (теплокровные) животные с повышенным метаболизмом, сравнимым с метаболизмом современных млекопитающих и птиц. В исследовании 2009 года Герман Понцер и его коллеги рассчитали аэробную выносливость различных динозавров. Даже при умеренной скорости бега Heterodontosaurus превышал бы максимальные аэробные возможности, возможные для эктотермного (хладнокровного) животного, что указывает на эндотермию у этого рода.
Динозавры, вероятно, обладали системой воздушных мешков, как у современных птиц, которая вентилировала неподвижное легкое. Поток воздуха создавался за счет сокращения грудной клетки, что было возможно благодаря подвижности ребер грудины и наличию гастралии. Расширения воздушных мешков также вторгались в кости, образуя углубления и камеры, состояние, известное как посткраниальная пневматичность скелета. У птицетазовых, за исключением Heterodontosaurus , отсутствовали подвижные грудинные ребра и гастралии, а у всех птицетазовых (включая Heterodontosaurus ) отсутствовала посткраниальная пневматичность скелета. Вместо этого у птицетазовых было заметное переднее расширение лобка, передний лобковый отросток (APP), отсутствовавший у других динозавров. По синхротронным данным хорошо сохранившегося образца гетеродонтозавра (AM 4766) Виктор Радермахер и его коллеги в 2021 году утверждали, что дыхательная система птицетазовых резко отличается от системы других динозавров и что гетеродонтозавр представляет собой промежуточную стадию. Согласно этим авторам, птицетазовые потеряли способность сокращать грудную клетку для дыхания и вместо этого полагались на мышцу, непосредственно вентилирующую легкие, которую они назвали пуберперитонеальной мышцей . APP таза должен был обеспечить место прикрепления этой мышцы. У гетеродонтозавра был зарождающийся APP, и его гастралия была уменьшена по сравнению с динозаврами, не относящимися к птицетазовым, что позволяет предположить, что таз уже участвовал в дыхании, в то время как сокращение грудной клетки стало менее важным.

### Рост и предполагаемый половой диморфизм

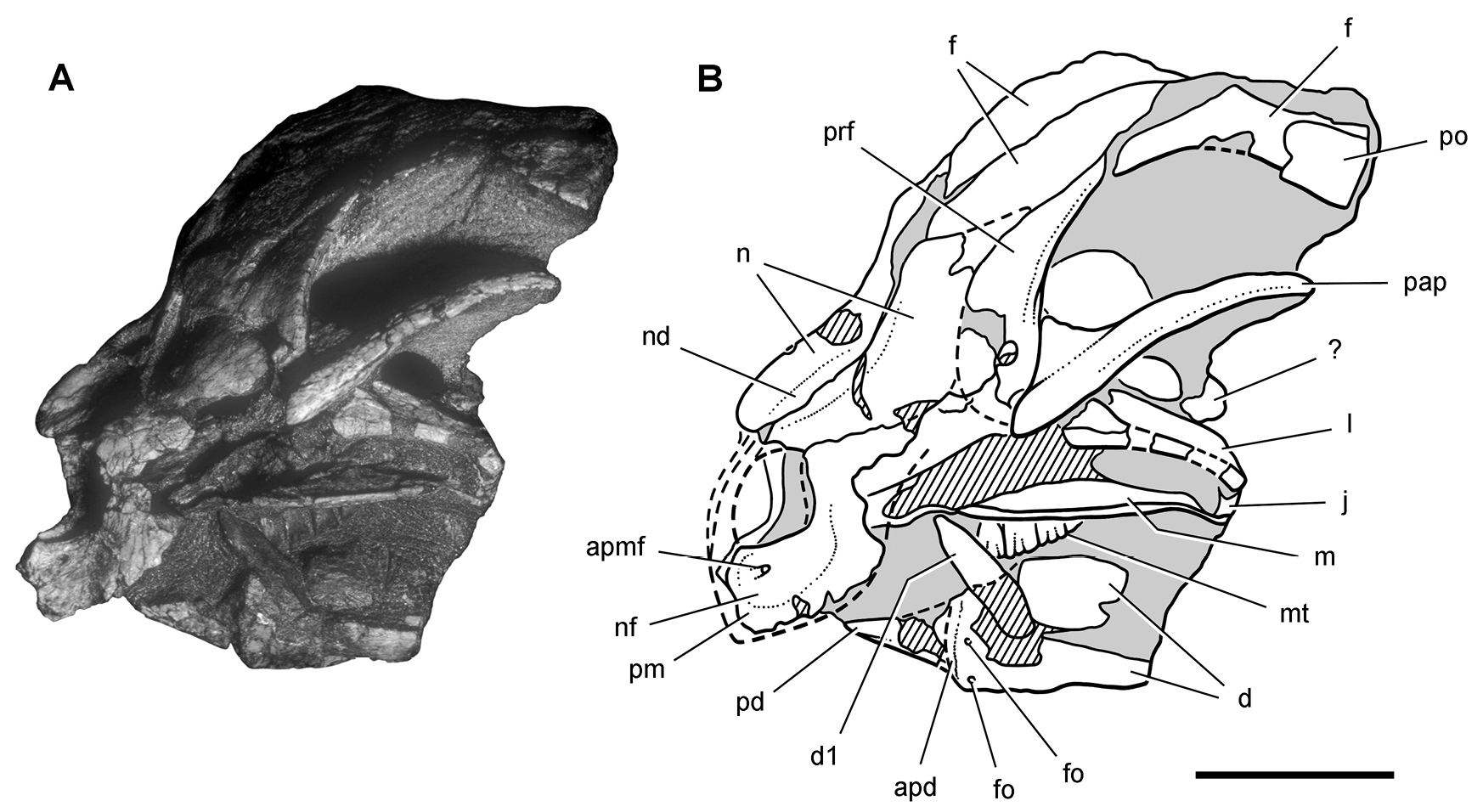
SAM-PK-K10487, череп подростка

Онтогенез, или развитие особи от ювенильного до взрослого, для гетеродонтозавра изучен плохо, так как ювенильные экземпляры немногочисленны. Как видно из ювенильного черепа SAM-PK-K10487, по мере роста животного глазницы становились пропорционально меньше, а морда становилась длиннее и содержала дополнительные зубы. Подобные изменения были зарегистрированы для нескольких других динозавров. Однако морфология зубов не менялась с возрастом, что указывает на то, что рацион молоди был таким же, как и у взрослых. Предполагалось, что длина ювенильного черепа составляет 45 мм (2 дюйма). Если предположить, что пропорции тела такие же, как у взрослых особей, длина тела этого подростка составила бы 450 мм (18 дюймов). В самом деле, особь, вероятно, была бы меньше, так как молодые животные обычно имеют пропорционально большие головы.
В 1974 году Талборн предположил, что большие бивни гетеродонтозавридов представляют собой вторичный половой признак . Согласно этой теории, полностью развитыми бивнями могли обладать только взрослые особи мужского пола; образец голотипа родственного абриктозавра , у которого полностью отсутствовали бивни, представлял бы самку.  Эта гипотеза была подвергнута сомнению палеонтологом Ричардом Батлером и его коллегами в 2006 году, которые утверждали, что у ювенильного черепа SAM-PK-K10487 были бивни, несмотря на его раннее развитие. В этом состоянии вторичные половые признаки не ожидаются. Кроме того, бивни присутствуют почти у всех известных гетеродонтозавров.черепа; однако наличие полового диморфизма предполагает соотношение 50:50 между особями, имеющими бивни, и теми, у кого их нет. Единственным исключением является голотип абриктозавра; отсутствие бивней у этой особи интерпретируется как специализация именно этого рода.

## Палеосреда
Гетеродонтозавр известен по окаменелостям, найденным в формациях супергруппы Кару, включая формацию Верхнего Эллиота и формацию Кларенс, которые датируются геттангским и синемюрийским веками нижней юры, около 200–190  миллионов лет назад. Первоначально считалось , что гетеродонтозавр относится к верхнему триасовому периоду. Формация Верхний Эллиот состоит из красного/фиолетового аргиллита и красного/белого песчаника, в то время как немного более молодая формация Clarens состоит из бело-кремового песчаника. Формация Кларенс менее богата окаменелостями, чем формация Аппер-Эллиот; его отложения также часто образуют скалы, ограничивая доступ для охотников за ископаемыми.  Формация Верхнего Эллиота характеризуется более легким телосложением животных, чем животные из формации Нижний Эллиот, что могло быть адаптацией к более сухому климату в то время на юге Африки. Обе формации известны обильными окаменелостями позвоночных, в том числе темноспондиловых амфибий, черепах, лепидозавров, этозавров, крокодиломорфов и немлекопитающих цинодонтов.
Другие динозавры из этих формаций включают геназавра Lesothosaurus, базального зауроподоморфа Massospondylus и теропода Megapnosaurus. Формация Лоуэр Эллиот демонстрирует самое большое известное разнообразие гетеродонтозаврид среди всех горных пород; кроме Heterodontosaurus, он содержал Lycorhinus , Abrictosaurus и Pegomastax . Ещё один член семейства, геранозавр, известен из формации Кларенс. Высокое разнообразие гетеродонтозавридов привело исследователей к выводу, что разные виды могли питаться отдельными источниками пищи, чтобы избежать конкуренции (разделение ниш).  С его узкоспециализированными зубами гетеродонтозавр мог специализироваться на жестком растительном материале, в то время как менее специализированный абриктозавр мог преимущественно потреблять растения с более низкой степенью жёсткости.  Положение отдельных образцов гетеродонтозаврид в последовательности горных пород плохо известно, что затрудняет определение того, сколько из этих видов действительно были одновозрастными, и какие виды существовали в разное время.

## Галерея

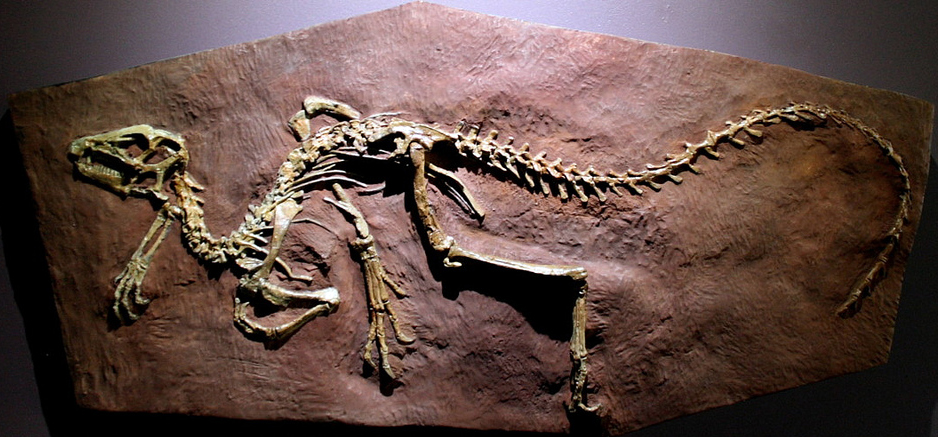
Скелет
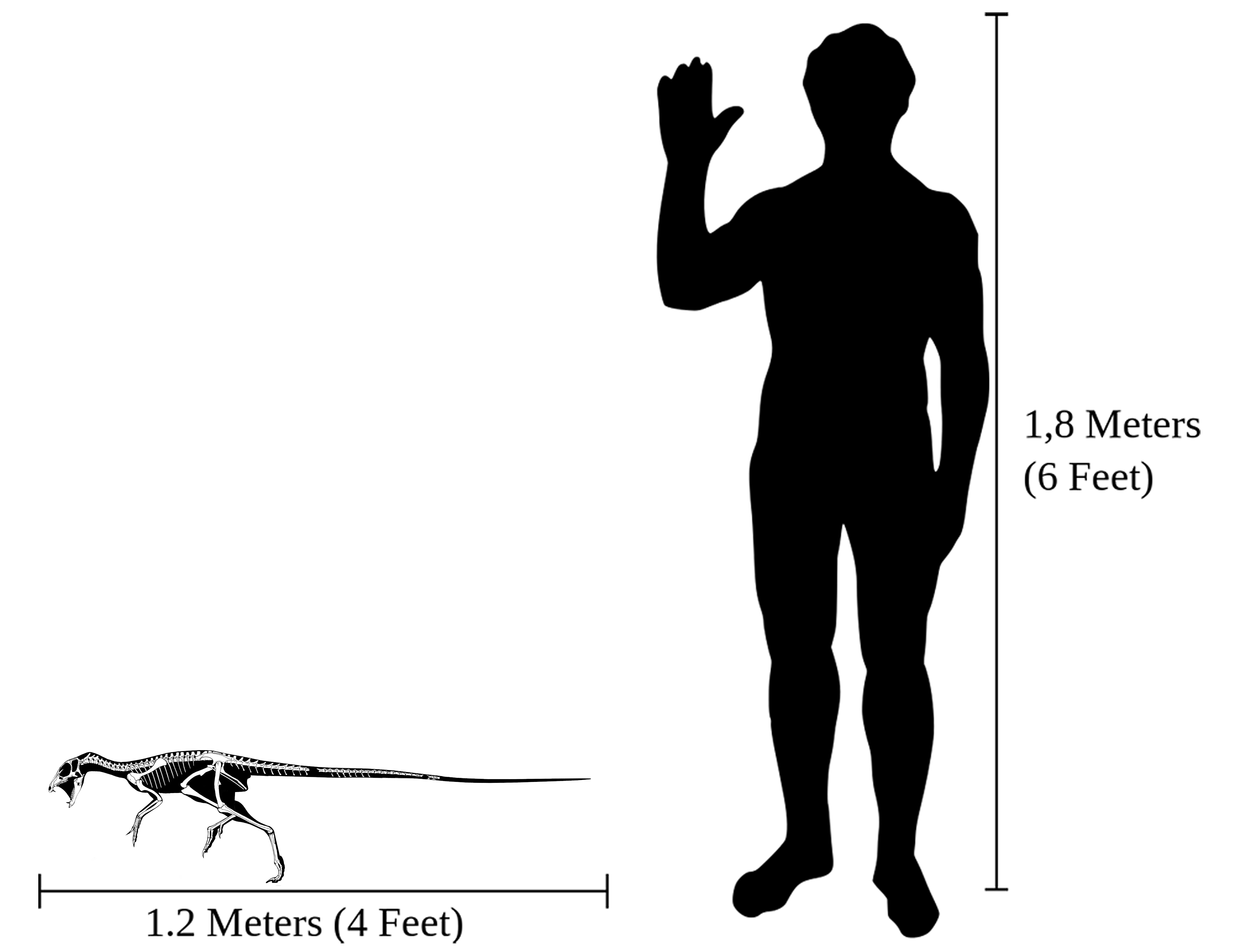
Размер
- Реконструкция